# Ratibida latipalearis
Ratibida latipalearis là một loài thực vật có hoa trong họ Cúc. Loài này được E.L.Richards miêu tả khoa học đầu tiên năm 1964.